# Rex Hartwig

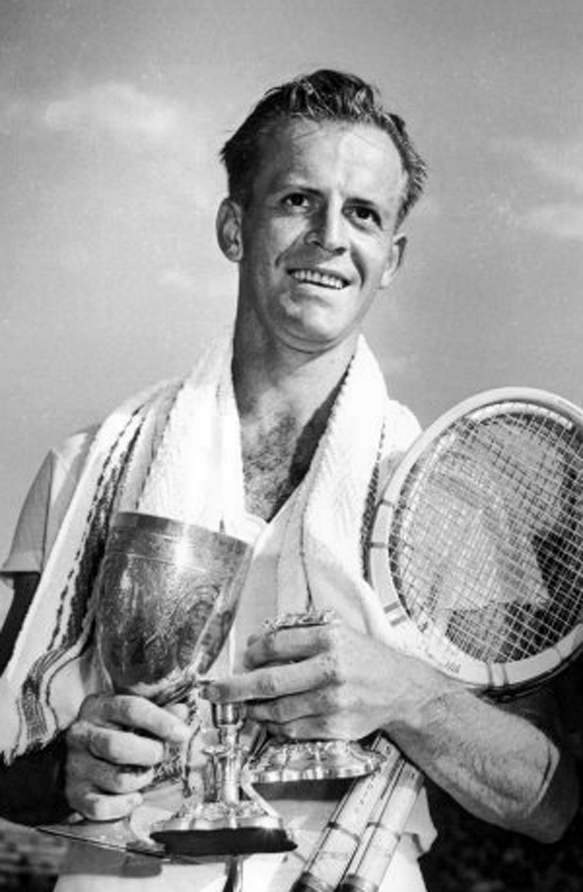
Rex Hartwig

Rex Noel Hartwig, född 2 september 1929, Culcairn New South Wales, Australien, död 30 december 2022, var en  
australisk högerhänt tennisspelare som nådde störst framgångar i dubbel.

## Tenniskarriären
Rex Hartwig vann sin första mästerskapstitel 1947 som 18-åring, då han vann dubbeltiteln i de Australiska juniormästerskapen. Han påbörjade därefter en internationell tenniskarriär som dubbelspecialist.
Tillsammans med landsmannen Mervyn Rose vann han tre dubbeltitlar i Grand Slam-turneringar; 1953 US Open (finaleseger över Gardnar Mulloy/Bill Talbert, 6-4, 4-6, 6-2, 6-4) och 1954  Australiska mästerskapen (finalseger över Neale Fraser/C. Wilderspin, 6-3, 6-4, 6-2) samt Wimbledonmästerskapen (finalseger över Vic Seixas/Tony Trabert, 6-4, 6-4, 3-6, 6-4). Hartwig vann också dubbeltiteln i Wimbledon 1955 tillsammans med Lew Hoad genom att i finalen besegra Fraser/Ken Rosewall (7-5, 6-4, 6-3).
Hartwig vann två gånger mixed dubbeltiteln i Australiska mästerskapen, 1953 tillsammans med J. Sampson och 1954 tillsammans med Thelma Coyne Long. Han var också en skicklig singelspelare och nådde 1954 två singelfinaler i GS-turneringar (Australiska mästerskapen, förlust mot Rose och US Open, förlust mot Seixas). 
Rex Hartwig deltog i det australiska Davis Cup-laget perioden 1953-55. Han spelade totalt 13 matcher av vilka han vann 12. Han deltog i slutfinalen (Challenge Round) i december 1953 som Australien vann över ett amerikanskt lag med 3-2 i matcher. Hartwig spelade där dubbel tillsammans med Lew Hoad, en match som paret förlorade mot Vic Seixas/Tony Trabert med 2-6 4-6 4-6.
Efter sommarsäsongen 1955 blev Hartwig professionell spelare.       

## Grand Slam-turneringar
- Australiska mästerskapen
  - Dubbel - 1954
  - Mixed dubbel - 1953, 1954
- Wimbledonmästerskapen
  - Dubbel - 1954, 1955
- US Open
  - Dubbel - 1953